# Royal Naval Reserve
La Royal Naval Reserve (in italiano Regia Riserva Navale) è la forza di riserva volontaria della Royal Navy britannica. L'attuale Royal Naval Reserve è nata nel 1958 dall'unione della già esistente Royal Naval Reserve con la Royal Naval Volunteer Reserve (RNVR), un corpo formato da civili volontari creato nel 1903.